# Mirko Bortolotti
Mirko Bortolotti (ur. 10 stycznia 1990 w Trydencie) – włoski kierowca wyścigowy, obecnie jeździ w Formule 2.

## Kariera

### Włoskie serie wyścigowe
Po kilku latach uczestnictwa w zawodach kartingowych, w 2005 roku Bortolotti rozpoczął swoją karierę w formułach wyścigowych. Wówczas wziął udział we Włoskiej Formule Renault Winter Series oraz w serii Formuła Gloria. W Winter Series jeździł dwa lata z rzędu, co zaowocowało czwartą pozycją w klasyfikacji za rok 2006. Tego roku, Bortolotti jeździł także we włoskiej Formule Junior 1600 oraz w Formuła Azzura. W tej drugiej udało mu się nawet zająć drugie miejsce w klasyfikacji generalnej, tuż za zwycięzcą Giuseppe Termine.
W roku 2007 Mirko Bortolotti przeniósł się do Włoskiej Formuły 3, kończąc swój pierwszy sezon na wysokiej, czwartej pozycji. W sezonie 2008 ponownie wziął udział w wyścigach tej serii, tym razem reprezentując barwy zespołu Lucidi Motors. Ten sezon był dla niego niewątpliwie bardzo udany. Borotolotti zwyciężył w klasyfikacji generalnej, wygrywając 9 spośród 16 wyścigów i 6 razy startując z pole position.

### Formuła 2
2 lutego 2009 Mirko Bortolotti potwierdził starty w świeżo reaktywowanej Formule 2. Jego udział w mistrzostwach sponsoruje Red Bull – austriacki producent napojów energetycznych, a zarazem właściciel dwóch zespołów Formuły 1. Bortolotti w sezonie 2009 będzie jeździł z numerem 14. Już w pierwszych dwóch wyścigach sezonu na torze Ricardo Tormo w Walencji Włoch pokazał swój wyścigowy potencjał – w pierwszym punktował (zajął szóste miejsce), zaś w drugim udało mu się nawet stanąć na drugim stopniu podium.

### Formuła 1
W nagrodę za zwycięstwo we Włoskiej Formule 3, Bortolotti i trzech innych, włoskich kierowców wzięło udział w specjalnych testach z zespołem Ferrari, na torze Fiorano. Zawodnicy mieli do dyspozycji model F2008, którym Bortolotti ustanowił nowy rekord toru testowego Scuderii, wynoszący 59.111 s. Wywarło to ogromne wrażenie na kierownictwie teamu, ponieważ poprzedni rekord należał do mistrza świata Formuły 1 z 2007 roku, Kimiego Räikkönena.

### Mégane Trophy Eurocup
W 2013 roku Włoch brał udział w wyścigach serii Mégane Trophy Eurocup. W ciągu czternastu wyścigów, w których wystartował, jedenastokrotnie stawał na podium, a ośmiokrotnie zwyciężał. Uzbierane 275 punktów pozwoliło mu zdobyć tytuł mistrzowski.

### Formuła Acceleration 1
W sezonie 2014 Włoch reprezentował barwy swojego kraju w nowo utworzonej Formule Acceleration 1. W ciągu ośmiu wyścigów, w których wystartował, siedmiokrotnie stawał na podium, w tym trzykrotnie na jego najwyższym stopniu. Uzbierał łącznie 135 punktów, co wystarczyło do zdobycia tytułu wicemistrzowskiego.

## Statystyki

### Podsumowanie wszystkich startów
| Sezon | Seria                                  | Zespół                | Zgł. | PP | P1 | Punkty | Miejsce |
| ----- | -------------------------------------- | --------------------- | ---- | -- | -- | ------ | ------- |
| 2005  | Włoska Formuła Renault (edycja zimowa) | Auinger               | 4    | 0  | 0  | 8      | 13      |
| 2005  | Formula Gloria Italy                   |                       | 2    | 0  | 0  | 12     | 21      |
| 2006  | Formuła Azzurra                        | Team Italia CSAI      | 14   | 5  | 1  | 60     | 2       |
| 2006  | Włoska Formuła Renault (edycja zimowa) | RP Motorsport         | 4    | 0  | 0  | 88     | 4       |
| 2006  | Formula Junior 1600 Italy              | RP Motorsport         |      |    | 0  | 40     | 13      |
| 2007  | Włoska Formuła 3                       | Corbetta Competizioni | 16   | 2  | 1  | 80     | 4       |
| 2007  | Włoska Formuła Renault (edycja zimowa) | Tomcat Racing         | 4    | 0  | 0  | 34     | 12      |
| 2008  | Włoska Formuła 3                       | Lucidi Motors         | 16   | 6  | 9  | 150    | 1       |
| 2009  | Formuła 2                              | MotorSport Vision     | 16   | 0  | 1  | 50     | 4       |
| 2009  | Formuła 3 Euroseries                   | Carlin                | 2    | 0  | 0  | 0      | NS†     |
| 2010  | Seria GP3                              | Addax Team            | 16   | 0  | 0  | 16     | 11      |
| 2011  | Formuła 2                              | MotorSport Vision     | 16   | 7  | 7  | 316    | 1       |
| 2012  | ADAC GT Masters                        | Schubert Motorsport   | 4    | 0  | 0  | 15     | 29      |
| 2013  | Mégane Trophy Eurocup                  | Oregon Team           | 14   | 13 | 8  | 275    | 1       |
| 2014  | Formuła Acceleration 1                 | Team Ghinzani         | 8    | 3  | 3  | 135    | 2       |

† – Bortolotti nie był zaliczany do klasyfikacji.

## Wyniki w GP3
| Legenda oznaczeń w tabelach wyników Wyświetl szablon na nowej stronie | Legenda oznaczeń w tabelach wyników Wyświetl szablon na nowej stronie                                                                     |
| Oznaczenie                                                            | Wyjaśnienie |
| --------------------------------------------------------------------- | --- |
| Złoty                                                                 | Zwycięzca lub mistrzostwo |
| Srebrny                                                               | 2. miejsce lub wicemistrzostwo |
| Brązowy                                                               | 3. miejsce lub II wicemistrzostwo |
| Zielony                                                               | Ukończył, punktował (w klasyfikacji generalnej, gdy zdobył co najmniej jeden punkt na przestrzeni sezonu, poza trzema powyższymi opcjami) |
| Niebieski                                                             | Ukończył, nie punktował (w klasyfikacji generalnej, gdy nie zdobył co najmniej jednego punktu na przestrzeni sezonu)                      |
| Czerwony                                                              | Nie zakwalifikował się (NZ) |
| Czerwony                                                              | Nie prekwalifikował się (NPK) |
| Różowy                                                                | Nie ukończył (NU) |
| Różowy                                                                | Niesklasyfikowany (NS) (w klasyfikacji generalnej, gdy nie został sklasyfikowany w żadnym wyścigu sezonu)                                 |
| Czarny                                                                | Zdyskwalifikowany (DK) |
| Czarny                                                                | Wykluczony (WYK/EX) |
| Biały                                                                 | Nie wystartował (NW) |
| Biały                                                                 | Kontuzjowany (K/INJ) |
| Biały                                                                 | Wyścig odwołany (OD/C) |
| Bez koloru                                                            | Został wycofany (WYC/WD) |
| Bez koloru                                                            | Nie przybył (NP/DNA) |
| Bez koloru                                                            | Nie brał udziału w treningach (NT/DNP) |
| Bez koloru                                                            | Nie został zgłoszony (–) |
| Pogrubienie                                                           | Start z pole position |
| Kursywa                                                               | Najszybsze okrążenie wyścigu |
| †                                                                     | Nie ukończył, ale jego rezultat został zaliczony ze względu na przejechanie więcej niż 90% dystansu wyścigu.                              |
| *                                                                     | Sezon w trakcie |
| 1/2/3                                                                 | Punktowana pozycja w sprincie kwalifikacyjnym                                                                                             |
| Lista systemów punktacji Formuły 1                                    | |

| Rok  | Zespół     | Wyniki w poszczególnych eliminacjach | Wyniki w poszczególnych eliminacjach | Wyniki w poszczególnych eliminacjach | Wyniki w poszczególnych eliminacjach | Wyniki w poszczególnych eliminacjach | Wyniki w poszczególnych eliminacjach | Wyniki w poszczególnych eliminacjach | Wyniki w poszczególnych eliminacjach | Wyniki w poszczególnych eliminacjach | Wyniki w poszczególnych eliminacjach | Wyniki w poszczególnych eliminacjach | Wyniki w poszczególnych eliminacjach | Wyniki w poszczególnych eliminacjach | Wyniki w poszczególnych eliminacjach | Wyniki w poszczególnych eliminacjach | Wyniki w poszczególnych eliminacjach | Punkty | Pozycja |
| ---- | ---------- | ------------------------------------ | ------------------------------------ | ------------------------------------ | ------------------------------------ | ------------------------------------ | ------------------------------------ | ------------------------------------ | ------------------------------------ | ------------------------------------ | ------------------------------------ | ------------------------------------ | ------------------------------------ | ------------------------------------ | ------------------------------------ | ------------------------------------ | ------------------------------------ | ------ | ------- |
| 2010 | Addax Team | ESP                                  | ESP                                  | TUR                                  | TUR                                  | VAL                                  | VAL                                  | GBR                                  | GBR                                  | DEU                                  | DEU                                  | HUN                                  | HUN                                  | BEL                                  | BEL                                  | ITA                                  | ITA                                  | 16     | 11      |
| 2010 | Addax Team | 16                                   | NU                                   | 25†                                  | 12                                   | 18                                   | 10                                   | 8                                    | 13                                   | 6                                    | 4                                    | 11                                   | 8                                    | NU                                   | 14                                   | 5                                    | 2                                    | 16     | 11      |